# Tsakonia
Tsakonia (en griego: Τσακωνιά) o la región de Tsakonia (en griego: Τσακωνικός χώρος) se refiere a la pequeña área en el Peloponeso oriental donde se habla el idioma tsakonio, en el área que rodea 13 ciudades, pueblos y aldeas ubicadas alrededor de Pera Melana en Arcadia. No es una entidad política formalmente definida del Estado griego moderno.

## Extensión

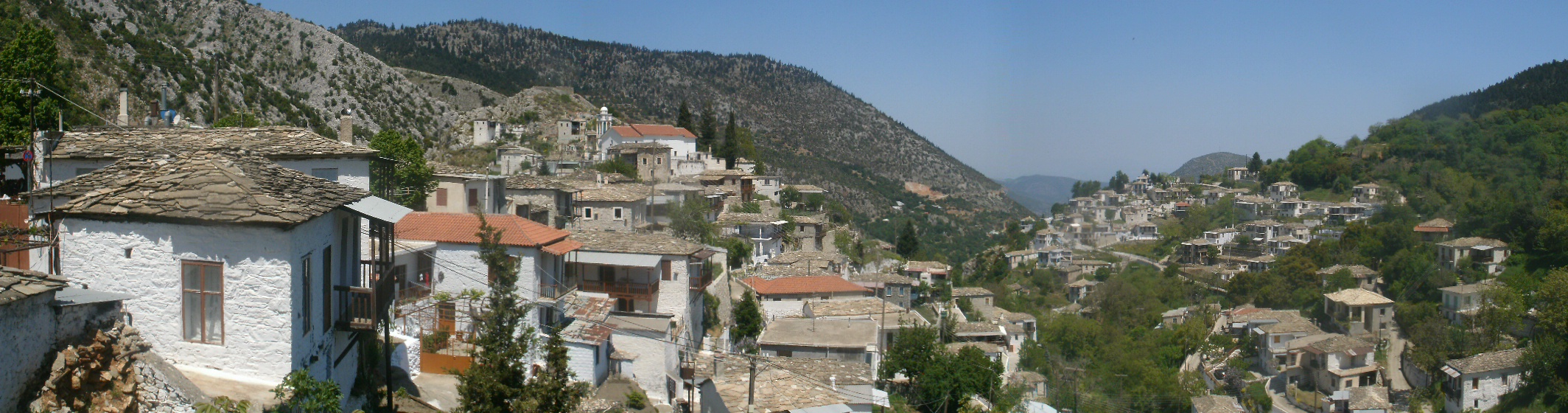
Vista panorámica de Kastanitsa.

En su Breve gramática del dialecto tsakonio (en griego: Μια Σύντομη Γραμματική της Τσακώνικης Διαλέκτου) publicado en 1951, el profesor Thanasis Costakis define Tsakonia como el área desde la ciudad de Agios Andreas en Cinuria al sur hasta Leonidio y Tyros y tierra adentro hasta Kastanitsa y Sitaina, pero afirma que en tiempos pasados el área de habla tsakonia se extendía hasta el cabo Malea en el este de Laconia. La ciudad principal de Tsakonia en ese momento era Prastos, que se benefició de un privilegio comercial especial otorgado por las autoridades de Constantinopla. Prastos fue quemado por Ibrahim bajá en la guerra de Independencia de Grecia y abandonado, y muchos de sus residentes huyeron al área alrededor de Leonidio y Tyros u otros lugares en el golfo Argólico.
Algunos de los primeros comentaristas parecen haber confundido el habla de los hablantes del dialecto maniota con el verdadero tsakonio, lo que demuestra la naturaleza flexible del término.
La comunidad de habla tsakonia real se ha reducido enormemente desde que se publicó la Breve gramática, pero el área delineada por Costakis todavía se considera «Tsakonia» debido a la preservación de ciertos rasgos culturales como la danza tsakonia y trajes folclóricos únicos. 
La región de habla tsakonia estuvo una vez mucho más extendida que en la época de la Breve gramática; Evliya Çelebi señaló en 1668 que el pueblo de Vatika, muy al sur de Leonidio, pertenecía a Tsakonia; sin embargo, ese lugar más tarde sería habitado por los arbanitas; la Crónica de Morea (siglo XIV) indica además que el tsakonio se hablaba en Cinuria, que ahora forma parte de Arcadia, pero que alguna vez se consideró que estaba en el noreste de Laconia. La región de Tsakonia original pudo haber consistido en toda la mitad oriental de Laconia.

## Historia

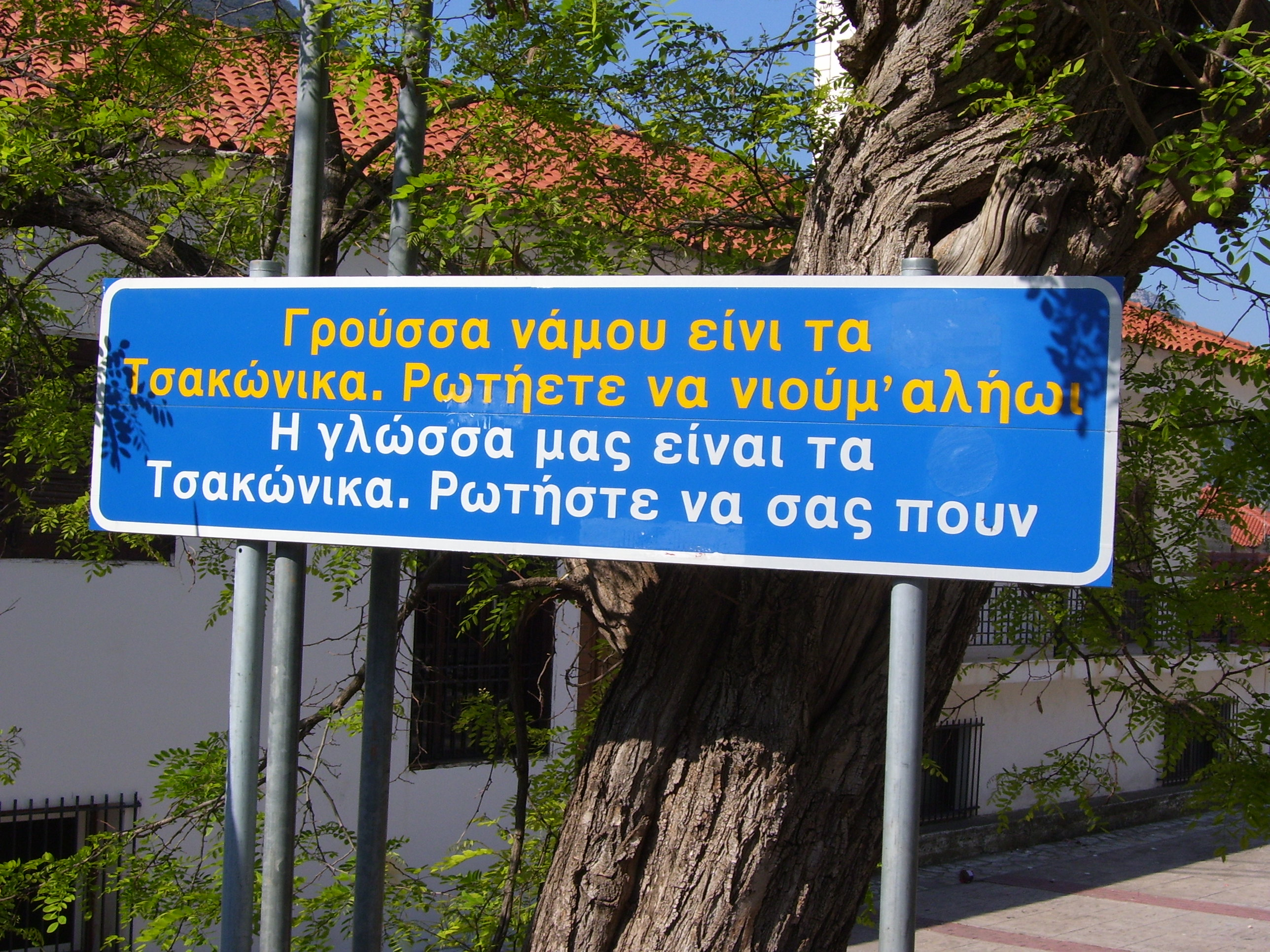
Un letrero bilingüe en tsakonio y griego moderno.

El término Tsakonas o Tzakonas surge por primera vez en los escritos de cronistas bizantinos que derivan el etnónimo de una corrupción de Lakonas, un laconio/lacedemonio (espartano), una referencia a las raíces dóricas del idioma tsakonio y la conversión tardía del pueblo al cristianismo en el siglo IX y la práctica de las costumbres tradicionales helénicas, un hecho que se correlacionó con su aislamiento de la sociedad griega medieval dominante Lo que a menudo se considera la primera referencia a los tsakonios es una nota de alrededor de 950 de Constantino VII Porfirogéneta en su De Arte Imperiando, «los habitantes del distrito de Main ... son de los antiguos griegos, que hasta el día de hoy son llamados helenos (paganos) por los lugareños por ser paganos en el pasado y adoradores de ídolos, como los helenos de antaño, y fueron bautizados y se hicieron cristianos durante el reinado tardío de Basilio (867-886)», con Maina en su uso típicamente interpretado como Tsakonia.
Se cree que los tsakonios fueron a menudo guardias fronterizos en el ejército bizantino, a juzgar por la cantidad de referencias a τζάκωνες y τζέκωνες que desempeñaban esos roles en los escritos griegos bizantinos.
Según el historiador bizantino Jorge Paquimeres, el emperador bizantino Miguel VII Ducas estableció en la Propóntide a algunos tsakonios. Esto fue parte de su compensación por servir como soldados en la armada bizantina. Estos y los gasmulos peloponesios, que desempeñaron el mismo papel, fueron despedidos del servicio por Andrónico II Paleólogo, quien hizo grandes reducciones en la fuerza naval, prefiriendo depender de mercenarios genoveses. Los tsakones vivían en los pueblos de Vatka y Havoutsi, donde el río Gösen (Esepo) desemboca en el mar. Sin embargo, basándose en la preservación de características comunes tanto en la Propóntide como en los dialectos del Peloponeso, el profesor Thanasis Costakis piensa que la fecha de asentamiento debe haber sido varios siglos más tarde.